# 風待ちジェット/スピカ
「風待ちジェット/スピカ」（かぜまちジェット/スピカ）は、坂本真綾の13作目のシングル。2006年6月14日にビクターエンタテインメントから発売された。

## 概要
前作「ループ」以来約1年1ヶ月振りのシングルで、自身初の両A面シングル。前作に引き続き、テレビアニメ『ツバサ・クロニクル』のテーマソングに起用された。発売翌日には、TBSチャンネルにて特別番組『坂本真綾・君に届く声 〜Music&ドキュメント〜』が放送された。
「風待ちジェット」の作曲は、前年に発表した5枚目のオリジナルアルバム『夕凪LOOP』で「NO FEAR/あいすること」「a happy ending」を楽曲提供したシンガーソングライターの鈴木祥子。後の6枚目のオリジナルアルバム『かぜよみ』では、鈴木の再編曲によるアルバムバージョン「風待ちジェット〜kazeyomi edition」が収録された。また、『シングルコレクション+ ミツバチ』では2度目の再編曲となる「風待ちジェット〜mitsubachi edition」として収録された。
両A面楽曲となる2曲目の「スピカ」は、前作「ループ」同様、h-wonderの楽曲提供による。当初はノンタイアップであったが、CD発売後にアニメ挿入歌の起用が決定した。
累計出荷枚数は2万枚。

## 収録曲
1. 風待ちジェット [3:50] 
作詞：坂本真綾、作曲：鈴木祥子、編曲：飯田高広、コーラスアレンジ：飯田高広・鈴木祥子
  - NHK教育テレビアニメ『ツバサ・クロニクル』第2シリーズエンディングテーマ
2. スピカ [4:13] 
作詞：坂本真綾、作曲・編曲：h-wonder、ストリングスアレンジ：四家卯大
  - NHK教育テレビアニメ『ツバサ・クロニクル』第2シリーズ挿入歌
3. 風待ちジェット（w/o maaya）
4. スピカ（w/o maaya）

## 収録アルバム
| 曲名           | 収録アルバム                                              | 発売日         | 備考                         |
| -------------- | --------------------------------------------------------- | -------------- | ---------------------------- |
| 風待ちジェット | ツバサ・クロニクル ベスト・ボーカル・コレクション         | 2006年12月20日 |                              |
| 風待ちジェット | かぜよみ                                                  | 2009年1月14日  | kazeyomi editionとして収録   |
| 風待ちジェット | SYOKO SUZUKI Song Book I 鈴木祥子作品集 Vol.1 (1989-2009) | 2010年7月28日  | kazeyomi editionとして収録   |
| 風待ちジェット | おかえりなさい（初回限定盤特典CD）                        | 2011年10月26日 | ライブ音源                   |
| 風待ちジェット | シングルコレクション+ ミツバチ                            | 2012年11月14日 | mitsubachi editionとして収録 |
| スピカ         | Buddy（初回限定盤特典CD）                                 | 2011年10月19日 | ライブ音源                   |
| スピカ         | シングルコレクション+ ミツバチ                            | 2012年11月14日 |                              |